# Mummy Cave Ruins
 (août 2019).
Les Mummy Cave Ruins sont une structure troglodytique du comté d'Apache, dans l'Arizona, aux États-Unis. Elles sont protégées au sein du monument national du Canyon de Chelly.